# Otakar Vávra
Otakar Vávra  (Hradec Králové, 28 de febrero de 1911 – Praga, 15 de septiembre de 2011) fue un director de cine, guionista y docente checo  considerado el padre de la cinematografía checa.

## El director
Nacido en la ciudad de Hradec Králové (cuando aún esa ciudad era llamada oficialmente en alemán Königgrätz -fortaleza del rey-) en   Bohemia sometida al control de Austria-Hungría, Vávra frecuentó las universidades de Brno -en esa época llamada oficialmente en alemán: "Brünn" (fuente)-  y Praga, estudiando arquitectura. Ya existente la república de Checoslovaquia, entre 1929 y 1930, aun siendo estudiante, participó en la realización de un par de documentales y escribió algunos guiones. En 1931 produjo su film experimental Světlo proniká tmou (en español: La luz hiende las tinieblas -o- La luz penetra las tinieblas). En 1936, dirigió  junto a Hugo Haas Velbloud uchem jehly (Un camello a través del ojo de una aguja). La primera película que dirigió él solo fue Filosofská historie (Historia filosófica) en 1937.
El primer largometraje filmado exclusivamente por Vávra fue Cech panen Kutnohorských (El club de las muchachas), interpretado por Zorka Janů, hermana de la célebre actriz Lída Baarová. Zorka Janů actuó para Vávra también en las producciones de los años 1940  Podvod s Rubensem  y Pacientka Dr. Hegla, mientras Baarová trabajó para él entre 1937 y 1941 en Virginidad -basada en la novela Panenství de Marie Majerová- Maskovana milenka, Dívka v modrém y La noche suya.
En 1947 Vávra rodó Krakatit (a partir de una novela de Karel Čapek); este film contiene un fuerte mensaje antibélico. Tras la toma del poder por parte de los comunistas en 1948, Vávra se adaptó a la nueva situación y produjo películas que elogiaban al régimen y largometrajes épicos de ambientación histórica que mantenían una interpretación oficial del pasado. A mediados de los 1960 produce sus películas más reconocidas, en 1965 Zlatá reneta (La reineta de oro) y en 1966  su obra más aclamada Romance pro křídlovku (Romance para bugle) basado en el poema lírico de František Hrubín y concerniente a un nefasto romance de verano entre dos jóvenes amantes de diferentes orígenes. En 1968 llevó al cine la novela de Václav Kaplický: Kladivo na čarodějnice (Una virgen para el inquisidor), obra basada en el Malleus maleficarum, que ganó dos premios en el Festival de Cine de Mar del Plata en Mar del Plata, Argentina, en marzo de 1970. Ganó el Premio Mención Especial y el Premio del Cine club Núcleo en el Festival. También llevó al cine la novela Komediant. Cuando en 1989 el partido comunista perdió el poder tras la revolución de terciopelo, las subvenciones estatales para el cine fueron suspendidas y así el proyecto del film histórico Evropa tančila valčík (Europa bailaba el vals), que Vávra estaba realizando, debió ser fuertemente redimensionado.

## Docencia
En los años 1950  Otakar Vávra, junto a otros directores checoslovacos, fundó la Facultad de Cinematografía de la Academia del espectáculo de Praga (Filmová Akademia muzických umění, FAMU), donde enseñó por más de medio siglo  (desde 1963 como profesor regular). Entre sus alumnos se recuerdan a  Miloš Forman, Věra Chytilová  y el bosníaco Emir Kusturica  así como varios otros que en los años 60 tomaron el nombre de Nueva Ola Checoslovaca .

## Premios
Otakar Vávra es considerado el Padre de la cinematografía checa. En 1965 recibió la Concha de oro por su obra Zlatá reneta llamada en español La reineta de oro.
En 1970 ganó dos premios en el Festival de Cine de Mar del Plata en Mar del Plata, Argentina. En el año 2001 le fue asignado el premio León Checo (Český lev) por su contribución a la cultura checa y en el 2004 le fue otorgada la Medalla al mérito (Medaile za zásluhy) por parte de la presidencia de la República.

## Características de su obra
Como en el caso de otros grandes cineastas de Europa Central y de Europa Oriental del siglo XX, sus obras se caracterizan por la sobriedad de medios y recursos (muchas de sus principales películas son en blanco y negro), con personajes excepcionalmente construidos y con una sobriedad actoral en la que se evitan las poses y las sobreactuaciones mientras que se resalta lo natural y el intimismo; también es característica de su obra el evitar caer en el "cine entretenimiento" para mantenerse en el cine arte con un fuerte contenido reflexivo filosófico (La reineta de oro, por ejemplo, es la nostálgica búsqueda de un bello instante ocurrido en la juventud y "que en algún lugar siempre se ha de poder reencontrar", aunque lo real  es contrario al deseo).

## Filmografía
- 1931: Světlo proniká tmou (La luz hiende a las tinieblas o La luz penetra las tinieblas)
- 1934:  Žijeme v Praze (Vivir en Praga)
- 1935:  Listopad (Noviembre)
- 1936:  Velbloud uchem jehly (Un camello a través del ojo de una aguja)
- 1937: Panenství (Virginidad)
- 1937: Filosofská historie (Historia de un filósofo)
- 1938: Na 100% (Ciertamente o "Cierto 100%")
- 1938: Cech panen kutnohorských ( Traducida como: El club de las vírgenes o El club de las muchachas)
- 1939: Maskovaná milenka (El amante enmascarado)
- 1939: Kouzelný dům (La casa embrujada)
- 1939: Humoreska (Humoresque)
- 1940: Pohádka máje (El amor joven)
- 1940: Podvod s Rubensem
- 1940: Pacientka Dr. Hegla (La paciente del Dr. Hegel)
- 1940: Dívka v modrém (Niña triste)
- 1941: Turbína (Turbina)
- 1942: Přijdu hned (Yo seré)
- 1942. Okouzlená (La muchacha embrujada)
- 1943: Šťastnou cestu (¡Buen viaje!)
- 1945: Vlast vítá (Bienvenido a mi país)
- 1945: Rozina sebranec (Muchacha rebelde)
- 1946: Nezbedný bakalář (El bromista )
- 1946: Cesta k barikádám (Las barricadas sobre la calle)
- 1947. Předtucha (El presagio)
- 1947: Krakatit (La explosión)
- 1949. Němá barikáda (La barricada silenciosa)
- 1949: Láska (Amor eterno)
- 1953: Nástup
- 1954: Jan Hus
- 1955: Jan Žižka
- 1957: Proti všem (Contra toda esperanza)
- 1958: Občan Brych
- 1959: První parta (El turno de noche)
- 1960: Srpnová neděle (Un domingo de agosto)
- 1960: Policejní hodina (La hora del policía)
- 1961: Noční host (El huésped nocturno)
- 1962: Horoucí srdce (El corazón en llamas)
- 1965: Zlatá reneta (La reineta de oro también traducida como La manzana de oro)
- 1966: Romance pro křídlovku (Romance para bugle o Relato para clarín)
- 1968: Třináctá komnata (La estancia prohibida)
- 1969:  Kladivo na čarodějnice(Una virgen para el inquisidor obra basada en el Malleus maleficarum)
- 1973: Dny zrady (Los días de la traición)
- 1974: Sokolovo
- 1976: Osvobození Prahy (La liberación de Praga)
- 1977: Příběh lásky a cti (Del amor y del honor)
- 1980: Temné slunce (Sol negro)
- 1983: Putování Jana Ámose
- 1984: Komediant (El comediante)
- 1985: Veronika
- 1985: Oldřich a Božena (El príncipe y la jovencita)
- 1989: Evropa tančila valčík (Europa bailaba el vals)
- 2003: Moje Praha (Mi Praga)